# Taso Furlanski
Taso Furlanski furlanski grof od 610 do okoli 625 skupaj s svojim bratom Kakom, * neznano, † ok. 625

## Biografija
Taso je bil najstarejši sin Gisulfa II. Furlanskega in Romilde. Po besedah Pavla Diakona v njegovi Historia Langobardorum je bil, tako kot njegov mlajši brat Kako, najstnik med avarsko invazijo leta 610, ki je njegovega očeta stala življenja in bil priča izdaje matere Romilde. Skupaj s svojimi tremi brati in štirimi sestrami mu je uspelo pobegniti iz ujetništva skupaj z bratoma po predaji in plenjenju Čedada (Foruma Julije).
Pavel Diakon nato ugotavlja, da sta Taso in njegov brat Kako »ponovno prevzela vlado vojvodine po Gisulfovi smrti« a priori v okviru skupnega vladanja. Kako in Taso naj bi oblast vojvodine razširila v škodo Slovanov v Ziljski dolini do Matreja, ki so bili od takrat naprej prisiljeni plačevati davek Langobardom vse do časa Rahisa. 
Kronika nadalje poroča o okoliščin njune smrti, ko ju je rimski patricij po imenu Gregor zvabil v past v Oderzu, in ju dal usmrtiti. Tasu je obljubil, da ga bo posvojil za sina, z obredom striženja brade, kot je bilo običajno za njegovega sina. Takoj ko sta prispela v Oderzo, je Gregor zaprl mestna vrata in poslal svoje oborožene može proti Langobardom. Brata sta takoj razumela situacijo, se pripravila na boj in si izmenjala poljub miru in zadnje slovo. Nato sta se razkropila po ulicah, pobila vse, ki sta jih našla na poti, in, kot piše Pavel Diakon, "naredila velik pokol Rimljanov; a na koncu sta bila oba pobita". Gregor je držal obljubo: ukazal je, naj mu prinesejo Tasovo glavo in mu obrijejo brado.
Zanimivo je, da Fredegarjeva kronika pripoveduje podobno zgodbo, ki se dogaja v letih 623 in 630. Pripisuje ga nekemu Tasu, ki je bil lažen (?) grof Toskane in ki ga je po uporu proti kralju Arioaldu (626–636) prav tako zvabil v past v Raveni in ubil  eksarh Isacio (625–643), naslednik Gregorja I. (619–625).
Kot vojvoda ju je nasledil Grasulf II., njun stric.
Po njunem umoru je njun brat Grimoald, ko je postal kralj Langobardov (662–671), mesto Oderzo uničil do temeljev in njegovo zemljo razdelil med prebivalce Čedada, Trevisa in Cenede.